# 焦秉贞

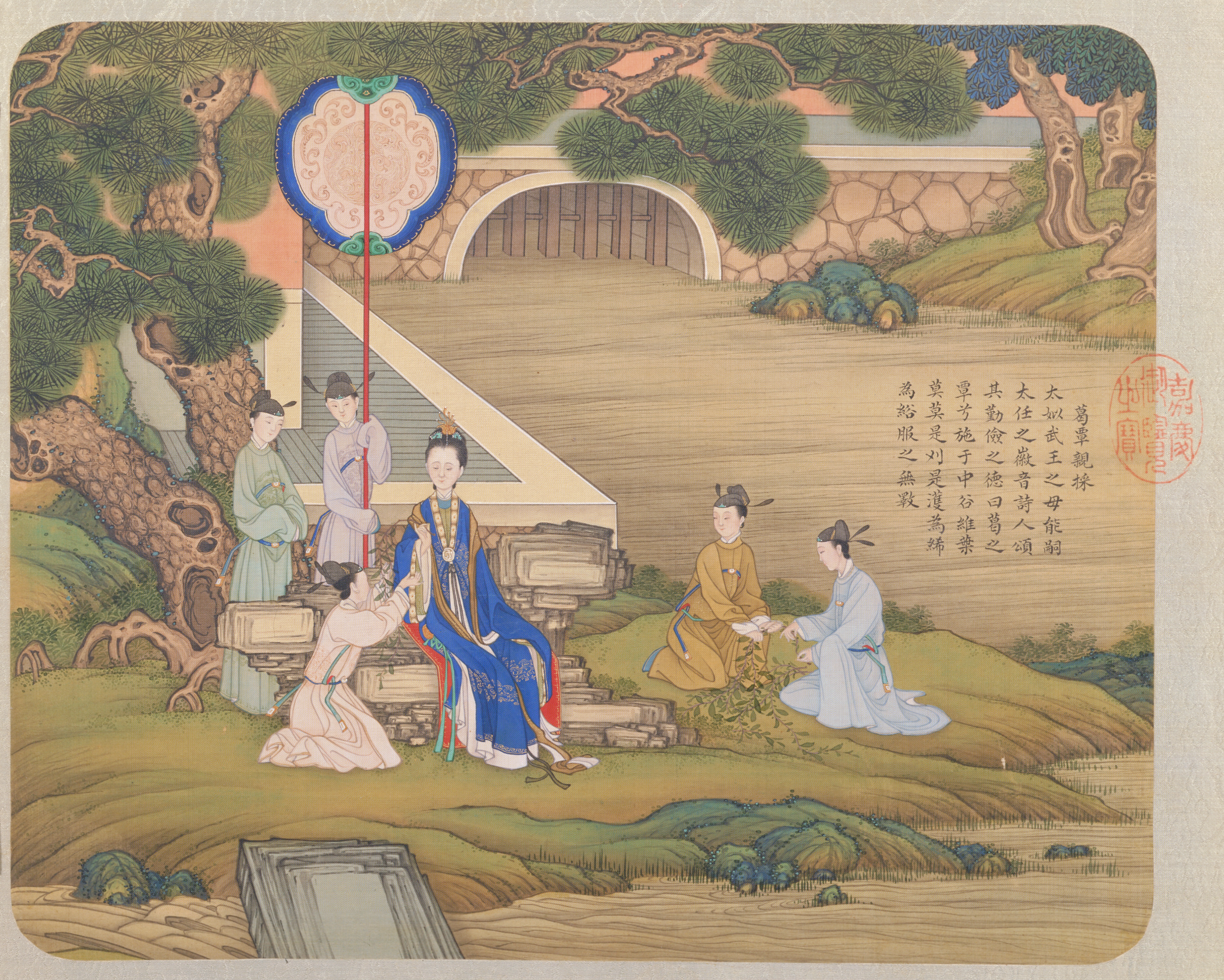
焦秉贞绘《历朝贤后故事》册

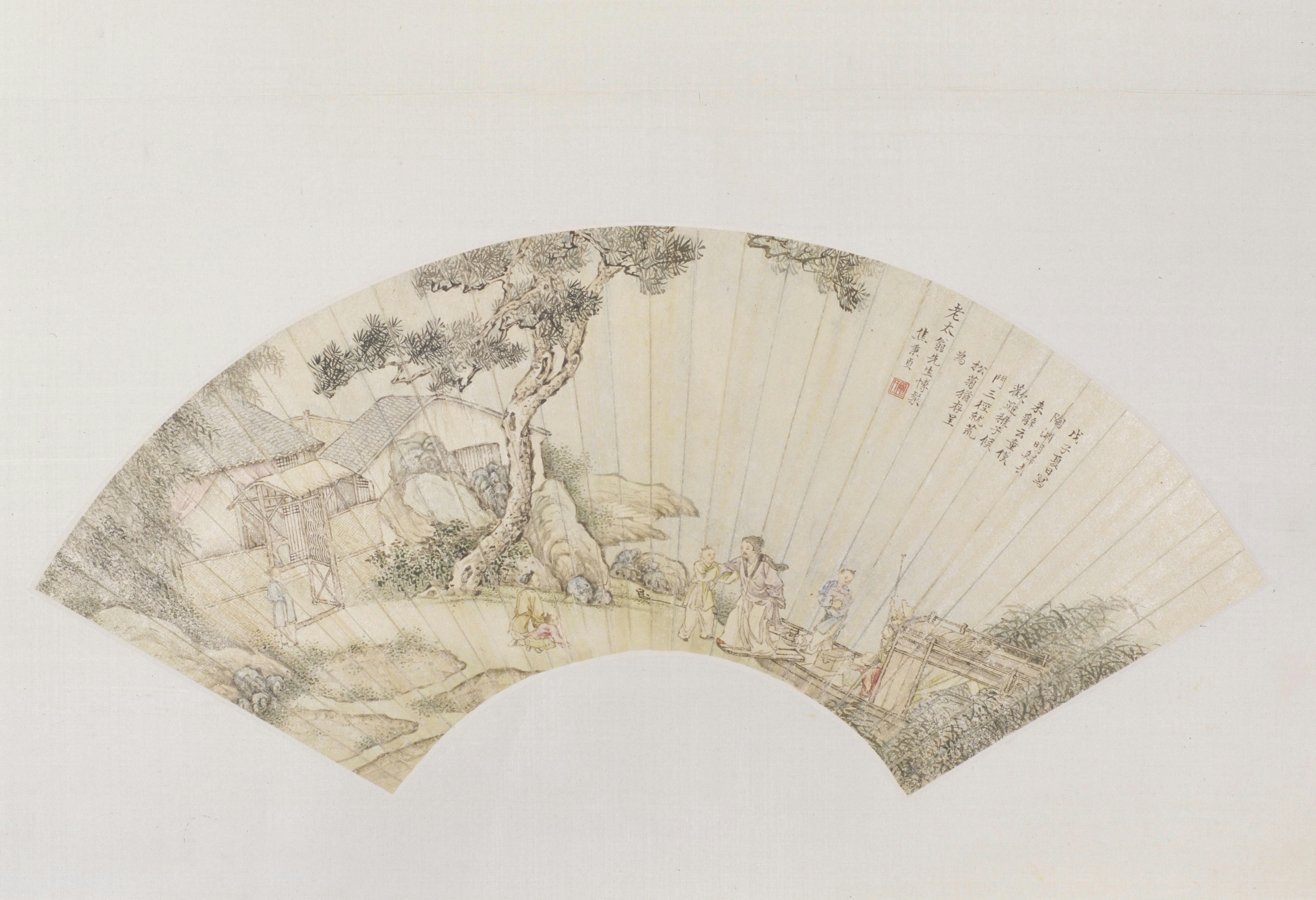
焦秉贞绘《陶渊明归去来辞图》扇页

焦秉貞（？—？），字爾正，山東濟寧州人。清代畫家、天文學家。傳教士湯若望的學生，通曉天文曆法，善畫，尤喜畫肖像。
康熙年间官至钦天监五官正，供奉内廷，精於人物、山水、花卉及樓台亭閣等繪風。明末以来西洋传教士前來中国，多以宗教画作宣传，钦天监和清廷作画的机构中有西洋人甚多。焦秉贞常与西方教士接触，熟知西方绘画技法。故所画人物、山水、楼观之位置，都采取西方透视明暗画法，自近而远，自大而小。尤擅长肖像画。画人物以传统工笔重彩为主，参以西画明暗、透视方法，用西洋烘染法，“不先墨骨，纯以渲染皴擦而成”。创立了宫廷画的新风，在当时影响巨大。其从学者甚众，以冷枚、陈枚、唐岱最著名。他的工笔花卉精妙绝伦，参用西法，精细如界画，偃仰凹凸，阴阳背向，用西洋法画花卉实为焦秉貞始創。聖祖康熙帝為鼓勵耕織，命焦秉貞奉旨畫《耕織圖》46幅，弟子冷枚亦參與其事，耕作、絲織之工序，生動準確，細緻入微，每幅上都有聖祖題句，聖祖命雕版印行。

## 著作
传世作品有1672年作《汉宫春晓图》轴、1689年作《池上篇画意图》轴、1696年作《耕织图》46幅、1708年作《归去来辞意图》扇页、1726年作《张照肖像》轴，另有《列朝贤后故事》册（12页）、《山水楼阁册》、《摹王维雨中春望诗意图》、《仕女图册》，均由《石渠宝笈》著录。《仕女图册》十二页藏北京故宫博物院；《安麓村像》卷藏美国翁万戈家中。